# Monumento a Arsenio Martínez Campos
El monumento a Arsenio Martínez Campos se encuentra situado en la plaza de Guatemala en el parque del Retiro, de Madrid, la capital de España.

## Historia
Erigido el monumento ecuestre por iniciativa del marqués de Cabriñana tras una suscripción popular iniciada en diciembre de 1904, fue inaugurada el 28 de enero de 1907. Diseñada por el escultor Mariano Benlliure, consta de un pedestal de piedra que soporta la estatua de bronce del general Martínez Campos con unas dimensiones de 7,00 × 5,65 × 7,40 metros.
El Consejo de Gobierno de la Comunidad de Madrid aprobó la declaración del monumento como bien de interés cultural en 2013.
En 2022, con motivo del 75.º aniversario del fallecimiento de Mariano Benlliure, el Ayuntamiento de Madrid invirtió más de 100.000€ en la restauración de obras suyas como el Monumento al Teniente Ruiz y el del General Martínez Campos.